# Conrad von Soest

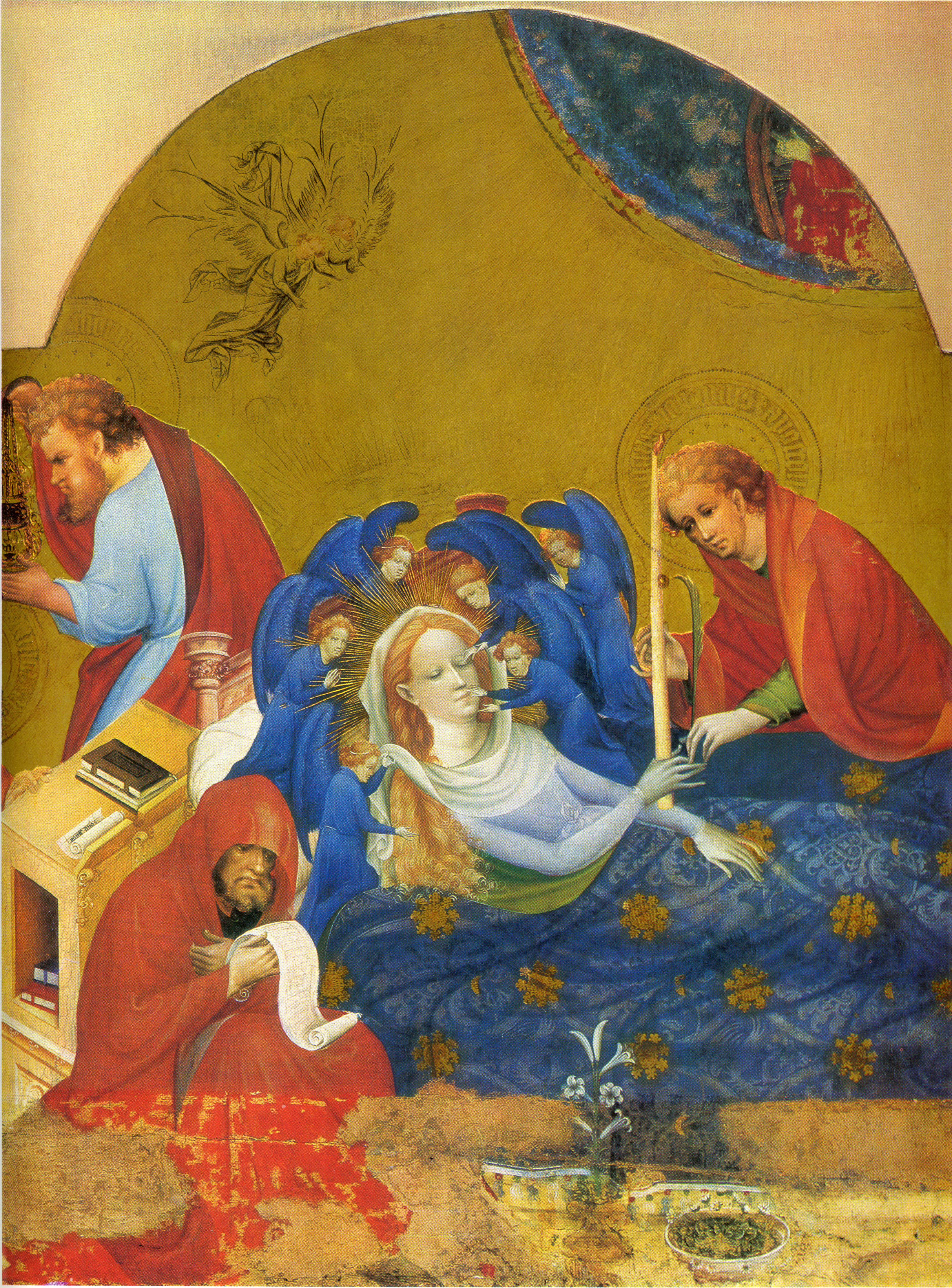
Részlet a dortmundi Mária-oltárból

Conrad von Soest hazájának közép-alnémet nyelvjárásán eredetileg Conrad van Sost, (Dortmund, 1370 körül –  Dortmund, 1422 után) német festőművész, a késő gótika ún. szelíd stílusának kiváló vesztfáliai mestere. Döntő szerepe volt abban, hogy Észak-Németországban is meghonosodott 1440 után a más országokban már hagyománnyá vált udvari stílus. Művészete nagy befolyással volt a 15. századi német festészetre.

## Élete
Források életéről
Szerencsés módon több olyan forrás is létezik, amelyek segítségével képet alkothatunk von Soest életéről. A következőek maradtak fenn:
- Névfelirat a wildungi oltár fakeretén;[4]
- aláírása a dortmundi oltáron. Hogy mely egyéb művek vélt szerzője, lásd: Brigitte Corley, Einige Bemerkungen zu Conrad von Soest und seiner Werkstatt, in: Brigitte Buberl (Szerkesztő-kiadó): Conrad von Soest : neue Forschungen über den Maler und die Kulturgeschichte der Zeit um 1400
- említésre került több dortmundi okiratban is mint „Wernerus pictor” (városi polgárjogot nyert 1331-ben) illetve mint „Wernerus pictor de Sosato” (városi polgárjogot nyert 1348); továbbá mint „Hinricus de Sosato”, hivatását tekintve deaurator (=aranyozó), városi polgárjogot nyert 1306-ban
- házassági szerződése Gertrude van Munsterrel 1394-ből;
- a dortmundi Mária-testvérek taglistái St.Marien plébániáról (1396 „Conrad meler et uxor“, ostenhellwegi lakos) illetve a St.Nikolai plébániáról (1396 „Mester Conrad, meler“) Faksimiles in Thomas Schilp und Barbara Welzel (Szerkesztő-kiadó), Dortmund und Conrad von Soest im spätmittelalterlichen Europa, 29-es és 30-as tábla,  229. o.

## Dortmund város polgára
A dortmundi városi levéltár igazgatója, Luise von Winterfeld 1925-ben összeállította Conrads von Soestra utaló adatokat a dortmundi okiratokból  6]. Polgárságát úgy bizonyította, hogy neve nem tűnt fel a különböző, új polgárokról készült listákban, amiből arra következtetett, hogy a dortmundi polgár "Wernerus pictor de Susato" fia kell hogy legyen. Ez az érvelés mai szemmel nézve nem helytálló, mivel a listák nem voltak teljesek. [8]. Luise von Winterfeld másik érve, hogy Conrad von Soestet házassága megkötésekor nem kötelezték külön dortmundi (állam)polgári eskü letételére[9].

## Művei

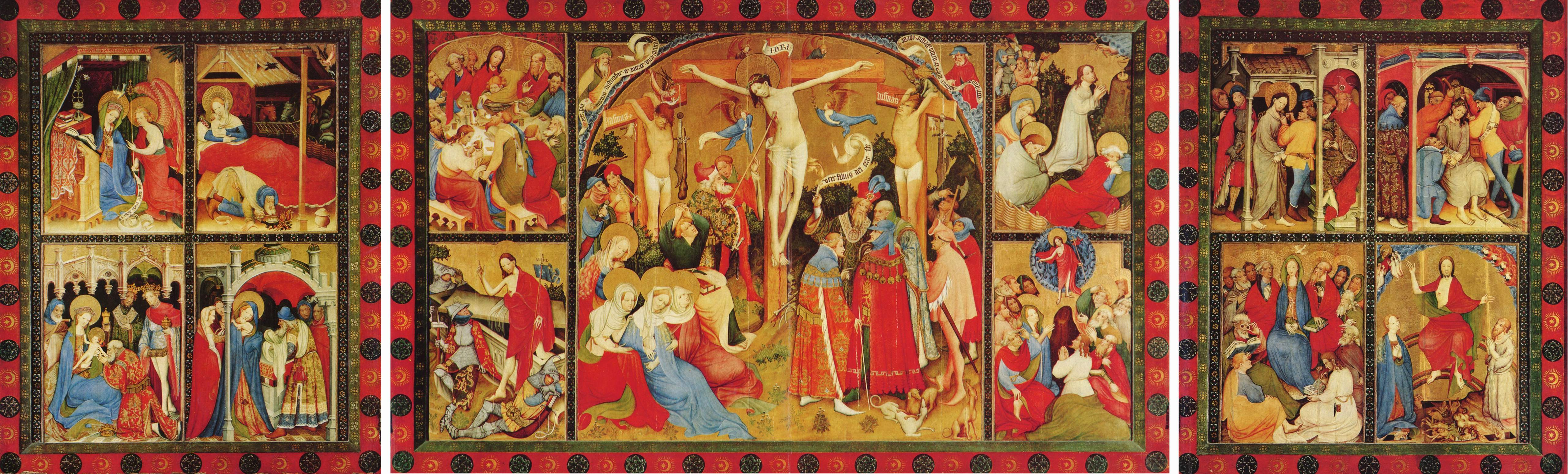
Passió-oltár Bad Wildungenben

Fennmaradt fő művei stílusukat tekintve a francia kódexfestészet és a burgundi festészet hatásait mutatják.
- oltár az evangélikus plébániatemplomban Bad Wildungenben, 1403 körül (a szemüveg egyik legkorábbi ábrázolása az Alpokon túl)[5]
- a dortmundi Bersordt család hordozható oltára, amelyen Reinold lovagként van ábrázolva, 1404, Alte Pinakothek, München
- a dortmundi Miasszonyunk-templom Mária-oltára, 1420 körül,
- Nikolai-kápolna Soestben, Landesmuseum für Kunst und Kulturgeschichte Münster.

## Fordítás
- Ez a szócikk részben vagy egészben  a   Conrad von Soest című német Wikipédia-szócikk fordításán alapul.  Az eredeti cikk szerkesztőit annak laptörténete sorolja fel. Ez a jelzés csupán a megfogalmazás eredetét és a szerzői jogokat jelzi, nem szolgál a cikkben szereplő információk forrásmegjelöléseként.